# Aurora Giovinazzo
Aurora Giovinazzo (Roma, 18 aprile 2002) è un'attrice e ballerina italiana.
Iniziando la carriera da attrice bambina in serie televisive Rai e Mediaset, Giovinazzo ha ottenuto successo grazie alla sua interpretazione in Freaks Out di Gabriele Mainetti, ottenendo candidature ai David di Donatello e Nastri d'argento, e nei film Nuovo Olimpo e Diamanti diretti da Ferzan Özpetek.
Parallelamente è danzatrice sportiva di danze caraibiche, vincendo due europei, cinque campionati mondiali e un campionato italiano assoluto, sia da solista che in coppia.

## Biografia
Nata a Roma, trascorre l'infanzia nella zona di Roma nell'Agro romano di Casalotti, figlia di due restauratori e sorella dell'attrice Domiziana Giovinazzo. All'età di nove anni inizia a studiare danze caraibiche, cimentandosi in salsa, merengue e bachata, e divenendo campionessa europea e mondiale di bachata, ottenendo inoltre due brevetti come insegnante di danza.
Parallelamente inizia a recitare con la sorella in alcuni alcuni spot pubblicitari per marchi come Geox e Paluani. Nel 2010 Aurora Giovinazzo, a otto anni, fa il suo esordio sul piccolo schermo nella serie televisiva Caterina e le sue figlie 3, diretta da Fabio Jephcott.
Nel 2011 seguente debutta al cinema nel film Immaturi, di Paolo Genovese e poi nel sequel Immaturi - Il viaggio. Tra il 2011 e il 2013 prende parte alle due stagioni della fiction Rossella. Sempre nel 2011 recita una piccola parte nella fiction La donna che ritorna, ed è protagonista di un episodio dell'ottava stagione di Don Matteo, dove tornerà con un piccolo ruolo anche nel 2016.
Nel 2014 è nel cast di Il peccato e la vergogna 2 e Furore, entrambe prodotte da Mediaset. L'anno successivo torna in Rai prendendo parte al film drammatico Una casa nel cuore di Andrea Porporati, il quale nel 2016, la sceglie anche per il film tv La classe degli asini, reitando con Vanessa Incontrada e Flavio Insinna.
Nel 2017 recita al fianco di Anna Valle, Giorgio Marchesi e Loretta Goggi nella fiction Sorelle, diretta da Cinzia TH Torrini e girata a Matera. Tra il 2018 e il 2019 è poi nel cast di Nero a metà e Oltre la soglia.
Nel 2021 è la protagonista di due lungometraggi: Anni da cane, diretto da Fabio Mollo, e Freaks Out di Gabriele Mainetti, per il quale ha ricevuto la candidatura ai David di Donatello per la migliore attrice protagonista e ha vinto il premio RB Casting come miglior attrice esordiente alla Mostra del Cinema di Venezia.
Nel 2022 ottiene il suo primo ruolo da protagonista nel thriller L'uomo sulla strada. Nel 2023 è ancora protagonista in The Cage - Nella gabbia, pellicola d'azione che racconta il mondo delle arti marziali, per la regia di Massimiliano Zanin. Nello stesso anno Ferzan Özpetek la sceglie per il suo film Nuovo Olimpo.
Nel 2024 viene nuovamente scelta da Özpetek per il film Diamanti, in cui recita al fianco di Elena Sofia Ricci, Luisa Ranieri e Anna Ferzetti. Nello stesso anno è presente nel cast di Eterno visionario, diretto e co-sceneggiato da Michele Placido, e nel ruolo di protagonista in Una madre di Stefano Chiantini. Nel 2025 è presente nel cast della serie Storia della mia famiglia diretta da Claudio Cupellin.

## Filmografia

### Cinema
- Immaturi, regia di Paolo Genovese (2011)
- Il sesso aggiunto, regia di Francesco Antonio Castaldo (2011)
- Immaturi - Il viaggio, regia di Paolo Genovese (2012)
- Breve storia di lunghi tradimenti, regia di Davide Marengo (2012)
- A Girl Like You, regia di Massimo Loi e Gianluca Mangiasciutti (2016) – cortometraggio
- Freaks Out, regia di Gabriele Mainetti (2021)
- Anni da cane, regia di Fabio Mollo (2021)
- L'uomo sulla strada, regia di Gianluca Mangiasciutti (2022)
- Nostos, regia di Mauro Zingarelli (2022) – cortometraggio
- The Cage - Nella gabbia, regia di Massimiliano Zanin (2023)
- Nuovo Olimpo, regia di Ferzan Özpetek (2023)
- Eterno visionario, regia di Michele Placido (2024)
- Diamanti, regia di Ferzan Özpetek (2024)
- Una madre, regia di Stefano Chiantini (2024)[23]

### Televisione
- Caterina e le sue figlie 3 - serie TV (2010)
- La donna che ritorna - serie TV (2011)
- Rossella - serie TV (2011-2013)
- Così è la vita - serie TV (2012)
- Il peccato e la vergogna - serie TV (2014)
- Furore - serie TV (2014-2018)
- Una casa nel cuore - film TV (2015)
- La classe degli asini - film TV (2016)
- Don Matteo - serie TV 8x17 - 10x13 (2011-2016)
- Sorelle - serie TV (2017)
- Nero a metà - serie TV, episodi 1x03 - 1x07 (2018)
- Oltre la soglia - serie TV (2019)
- Up&Down - miniserie TV (2021)
- Storia della mia famiglia – serie TV, episodio 1x06 (2025)
- L'allieva - serie TV (2018)

## Premi e riconoscimenti
- 2021 - Mostra del Cinema di Venezia
  - Premio RB Casting per la miglior attrice esordiente (assegnato da una giuria di casting director) per Freaks Out

- 2021 - Giornate Professionali di Cinema di Sorrento
  - Premio ANEC “Claudio Zanchi” per il miglior talento emergente[24]

- 2022 - 3ª Meno di Trenta
  - Premio Migliore Attrice - Cinema[25]

- 2022 - David di Donatello
  - Candidatura per la miglior attrice protagonista per Freaks Out

- 2022 - XII edizione del premio La Pellicola d'oro[26]
  - Miglior Attrice Protagonista

- 2022 - Nastri d'argento[27][28]
  - Candidatura per la miglior attrice protagonista per Freaks Out

- 2022 - ShorTS International Film Festival 23ª edizione[29]
  - Premio Prospettiva